# 安秀道公園

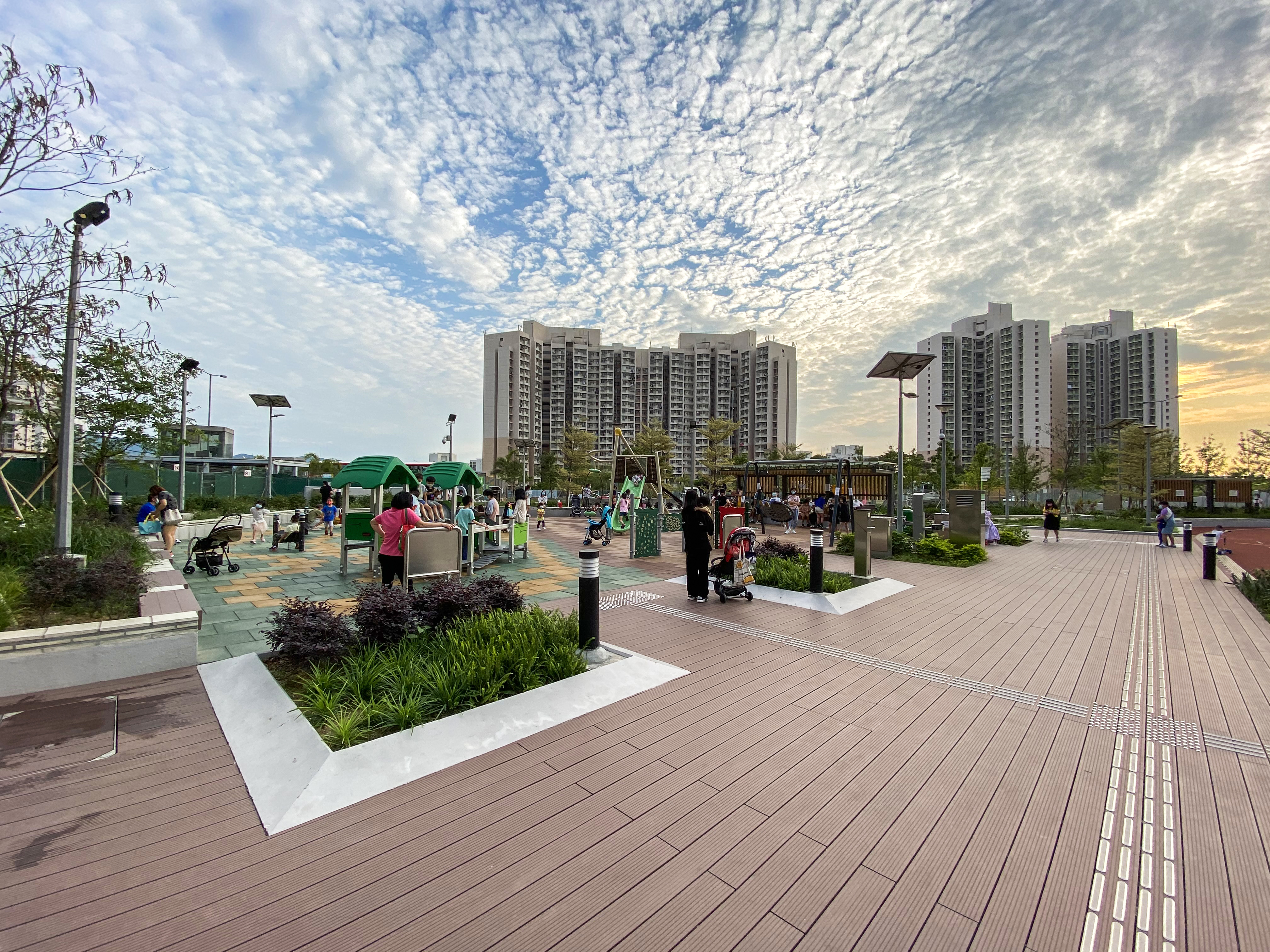
兒童遊樂場

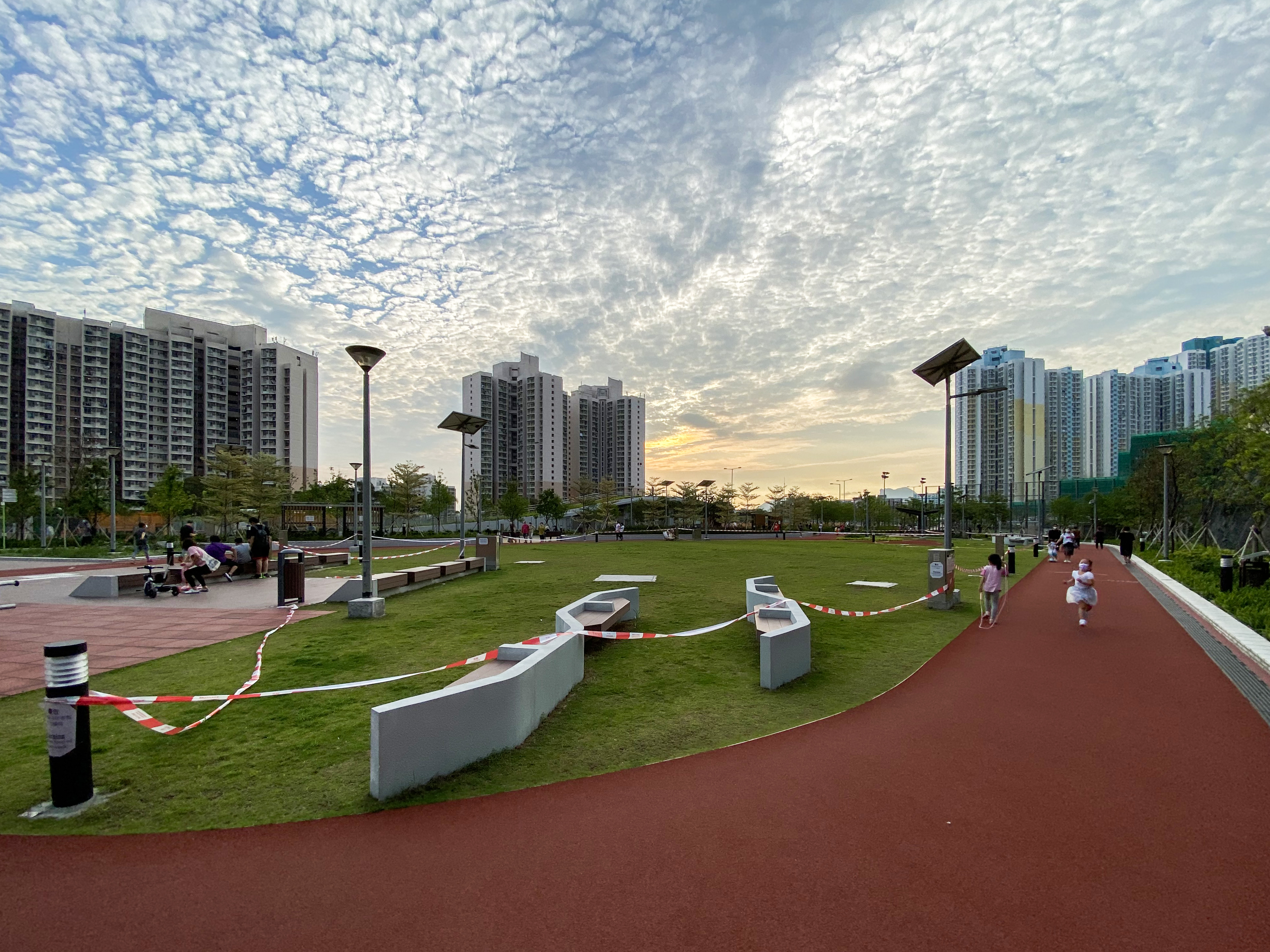
大草坪和緩跑徑

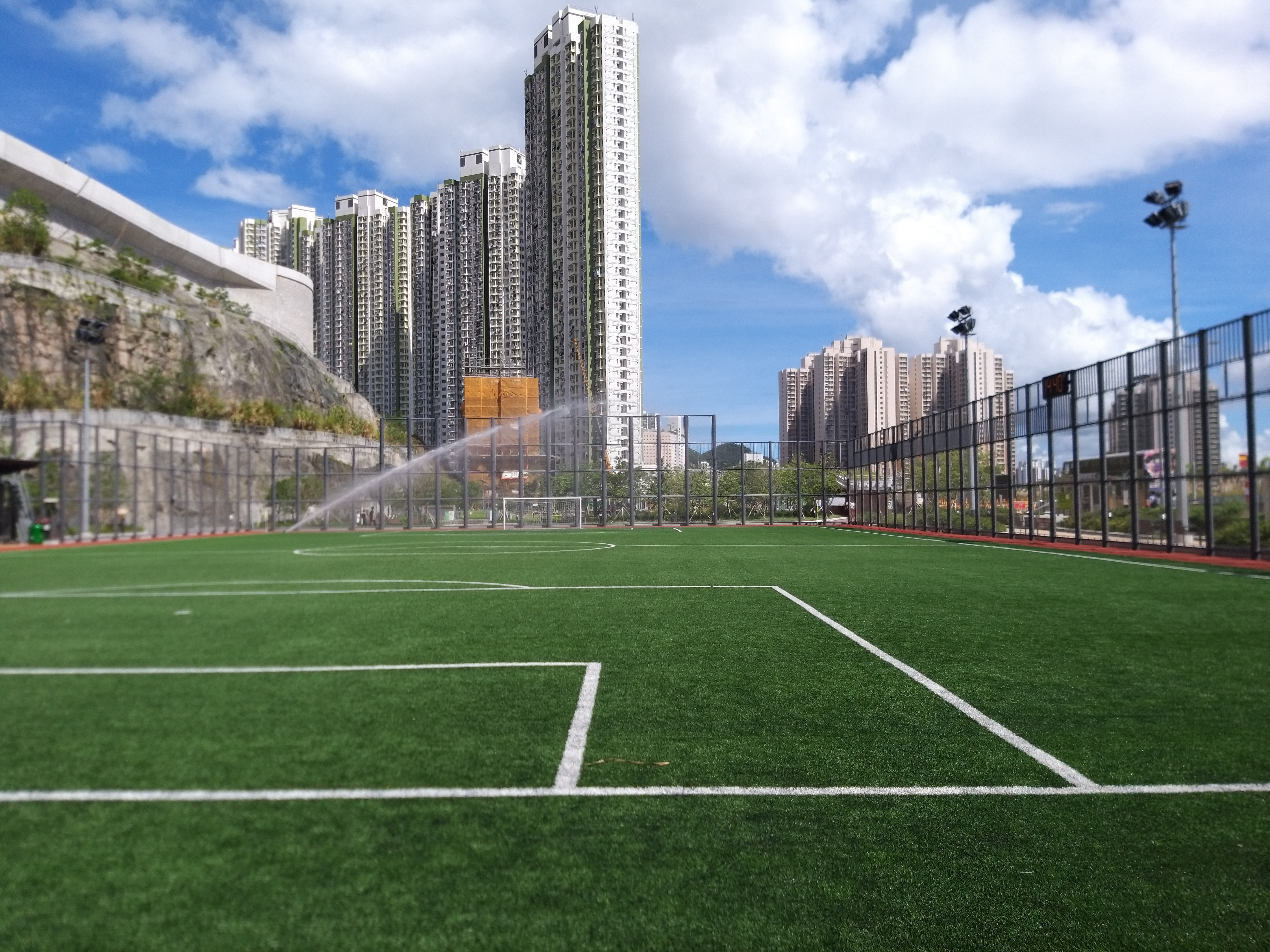
七人足球場

安秀道公園（英語：On Sau Road Park）為香港九龍觀塘區秀茂坪安秀道的一個露天公園，設於安秀道蓄洪池上蓋，毗鄰安健道，於2020年11月23日啟用，由康樂及文化事務署管理。

## 歷史
早於1998年制訂的《安達臣道發展計劃》設計大綱圖，政府已有計劃在該發展區中部，設立一個蓄洪池連公園 。
然而，整個發展計劃一直延遲至2008年才動工，以提供土地興建安泰邨、安達邨、4間學校及此公園。當中，兩條屋邨於2016-18年間入伙，而此公園地底的蓄洪池亦於2015年啟用。
2017年，此公園正式動工，由香港房屋委員會代為興建，至2019年正式命名為「安秀道公園」，並在2020年10月完工交付。
此公園已於2020年11月23日向公眾開放；然而，由於2019冠狀病毒病香港疫情，公園內的足球場要到翌年3月才啟用。

## 面積及設施

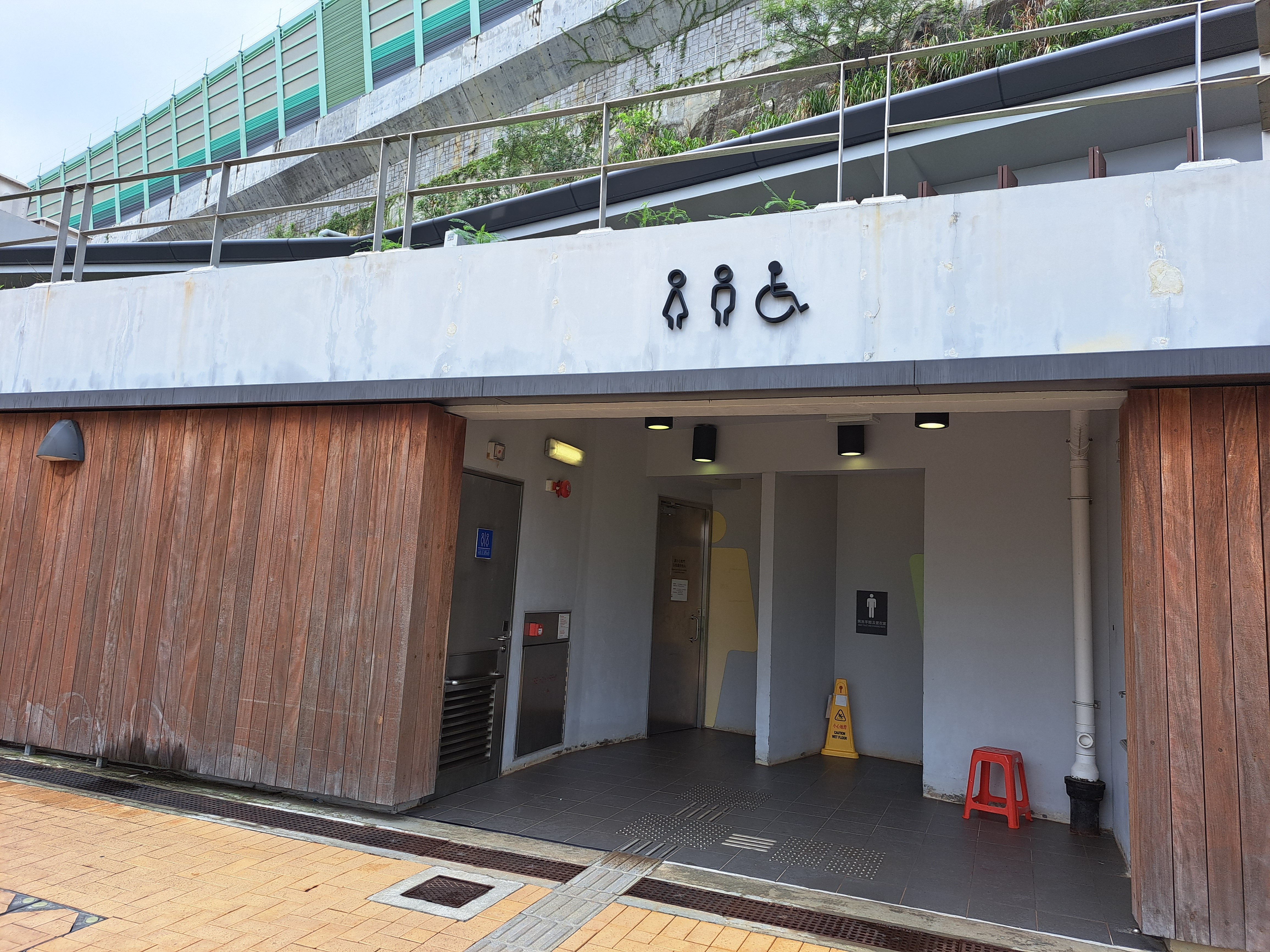
男洗手間、女洗手間及兩個無障礙洗手間，2024年8月

公園佔地14,070平方米，設有以下設施：
- 七人足球場
- 緩跑徑
- 大草坪
- 兒童遊樂場
- 長者健體園地
- 辦事處
- 男洗手間
- 女洗手間
- 無障礙洗手間

## 興建圖片

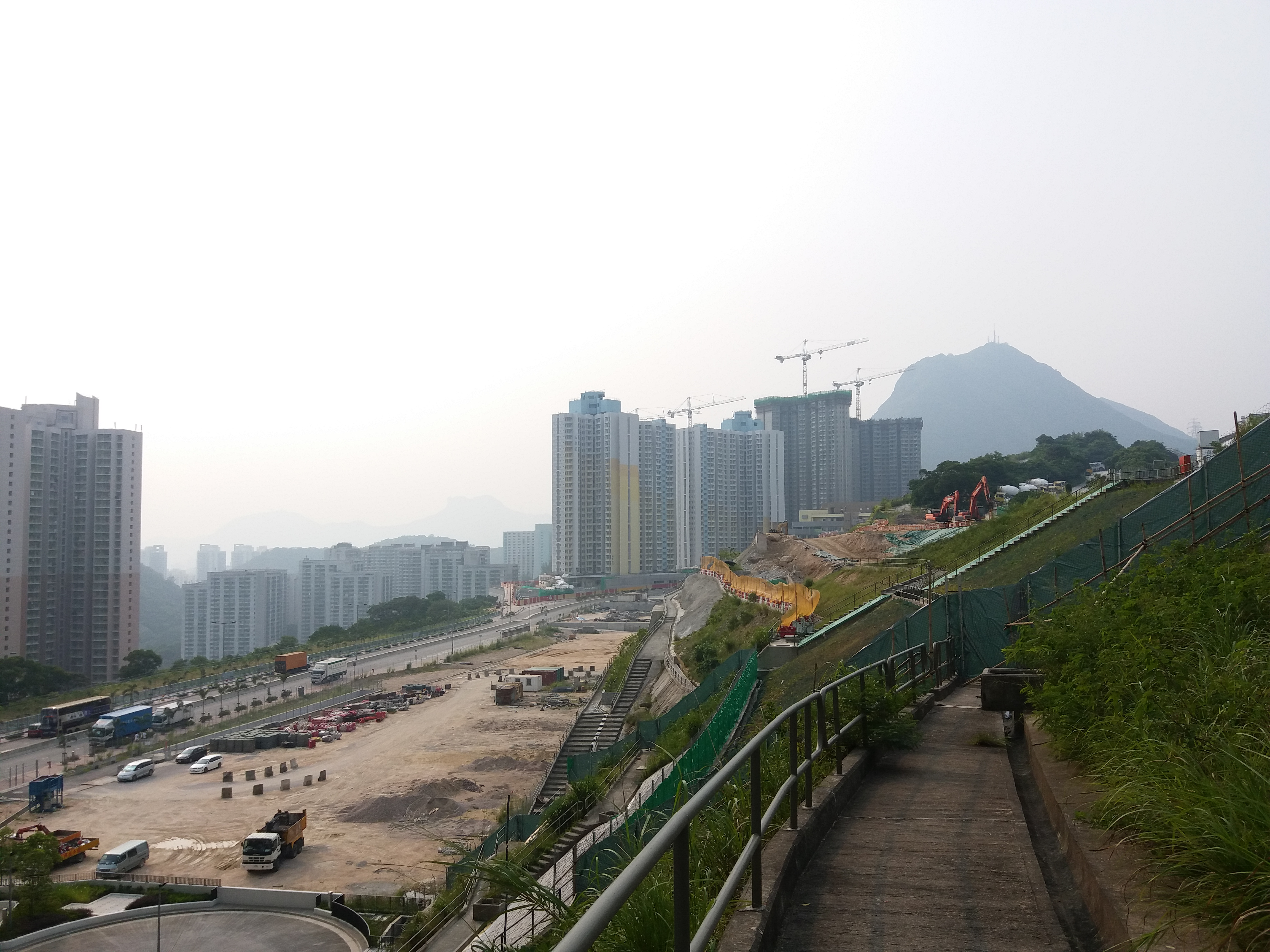
動工前，2017年7月
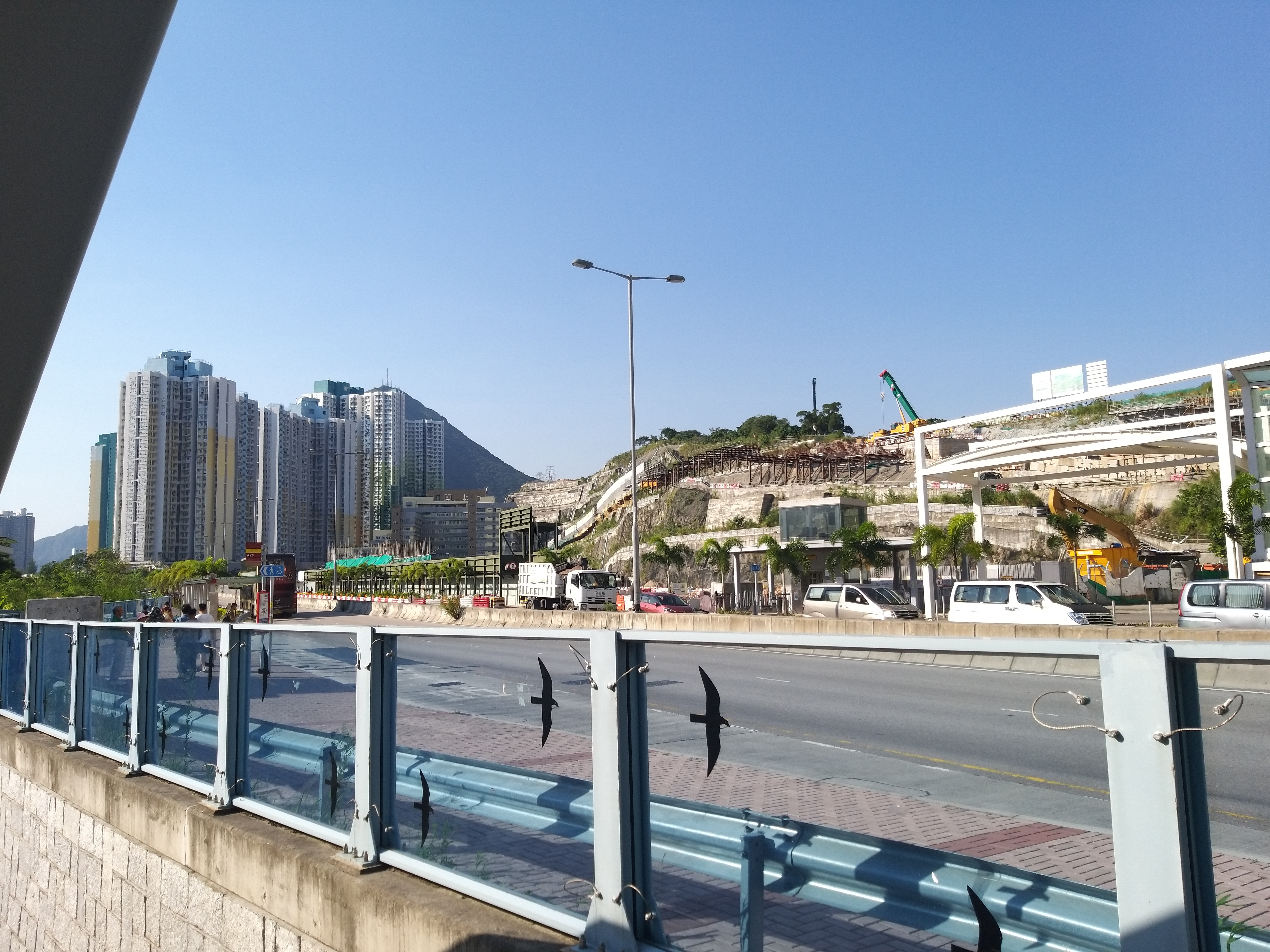
施工中，2019年9月
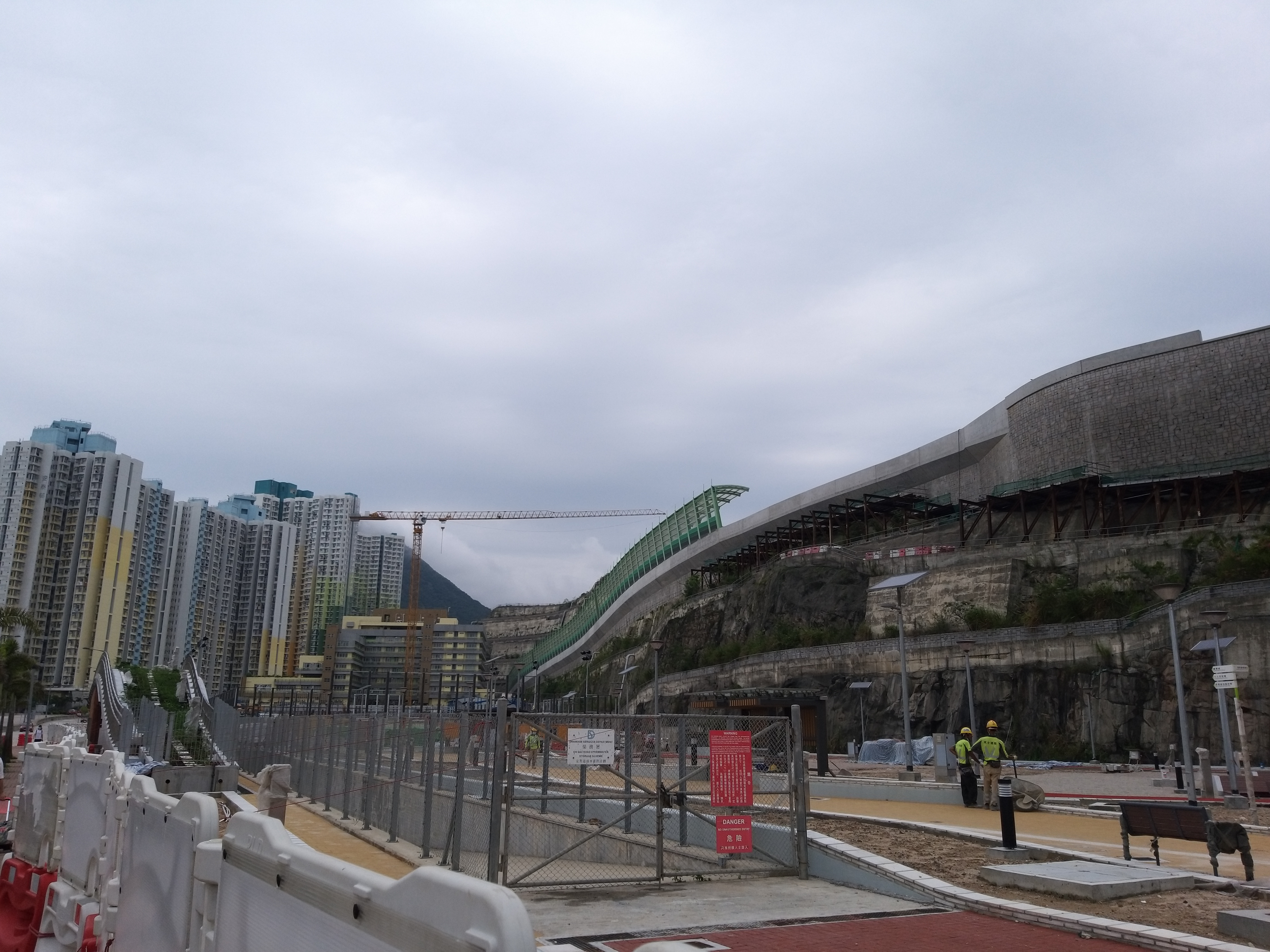
即將完工，2020年5月

## 公園圖片

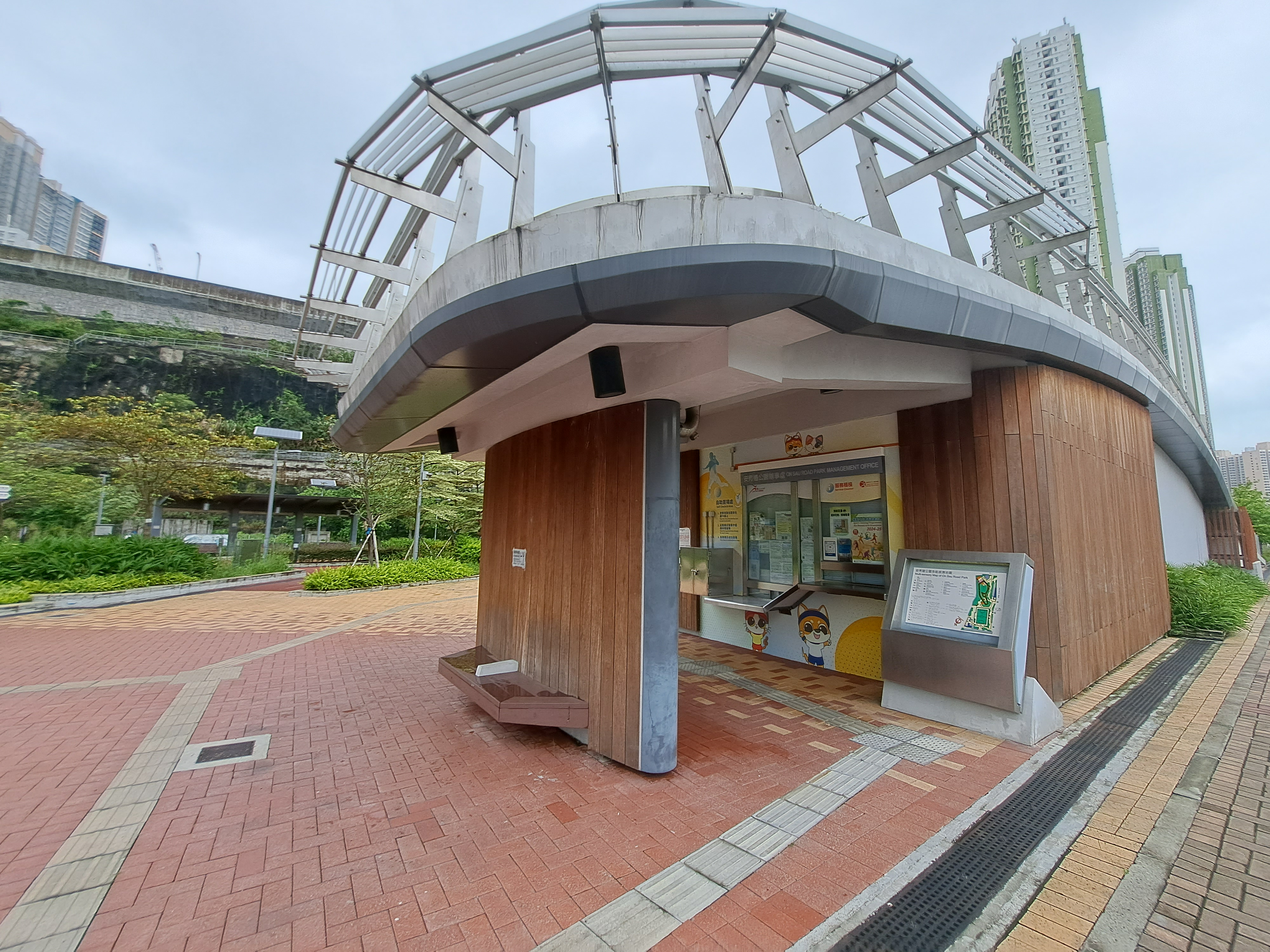
安秀道公園辦事處外觀（2024年8月）
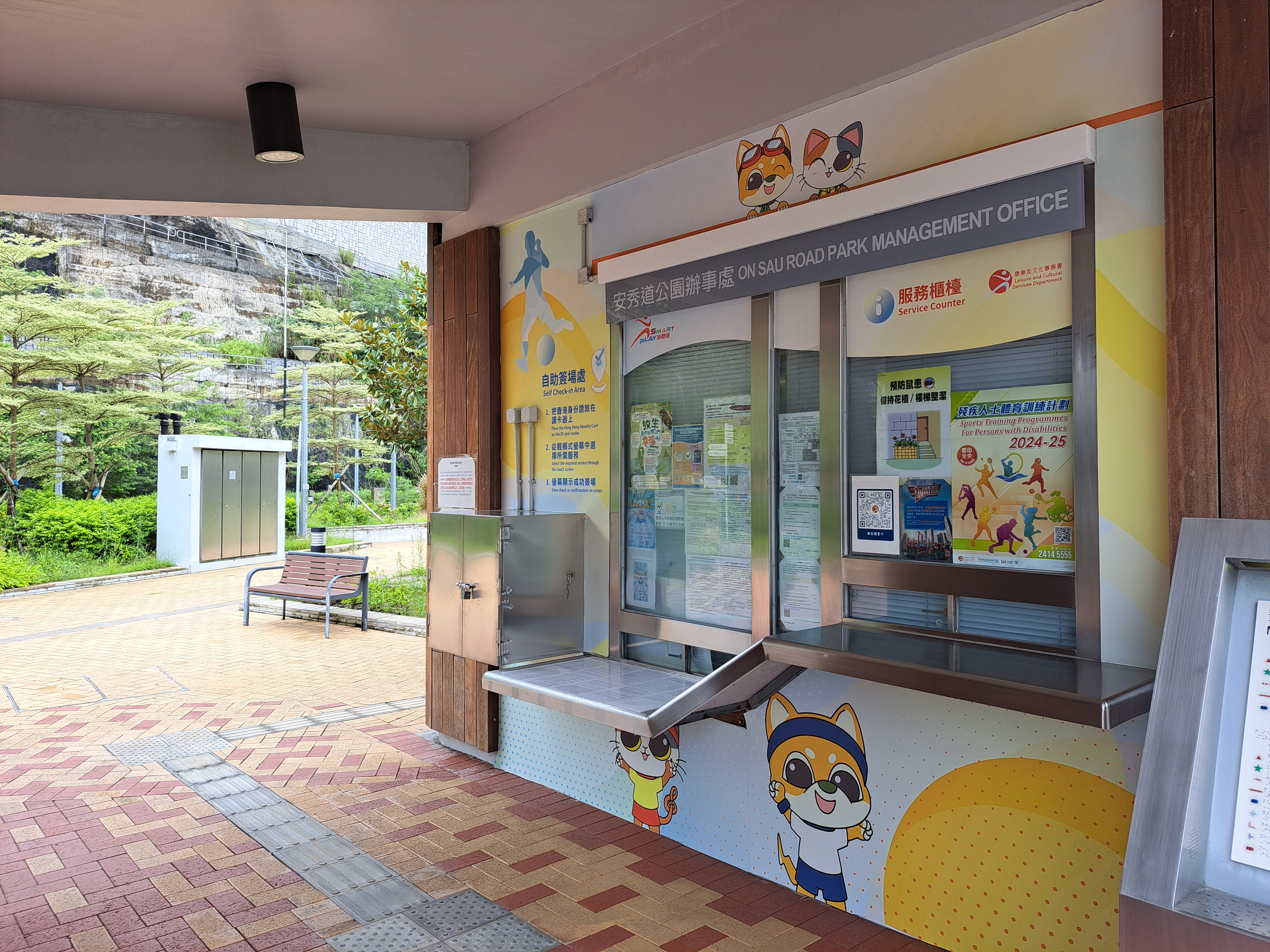
安秀道公園辦事處（2024年8月）
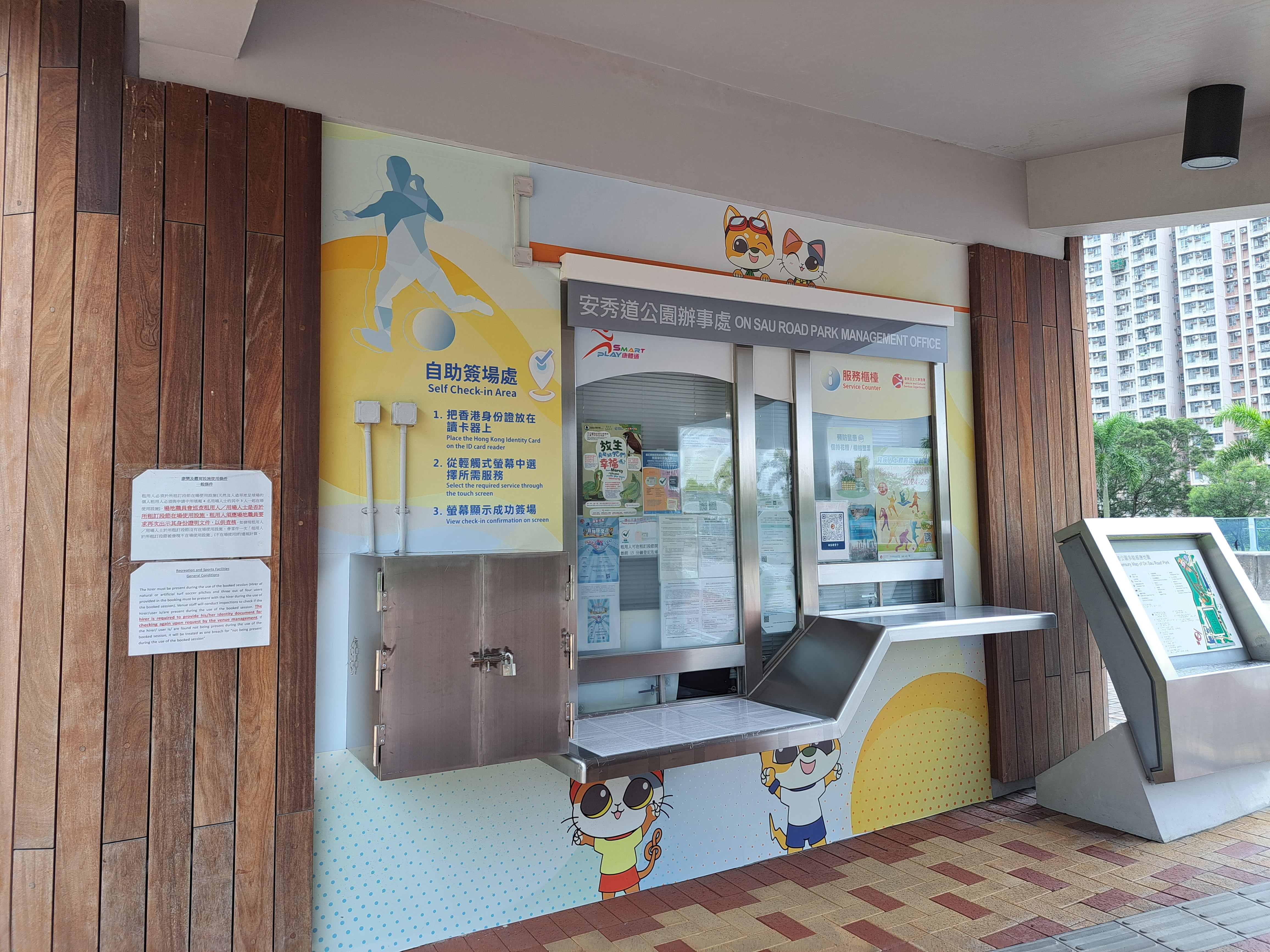
安秀道公園辦事處（2024年8月）
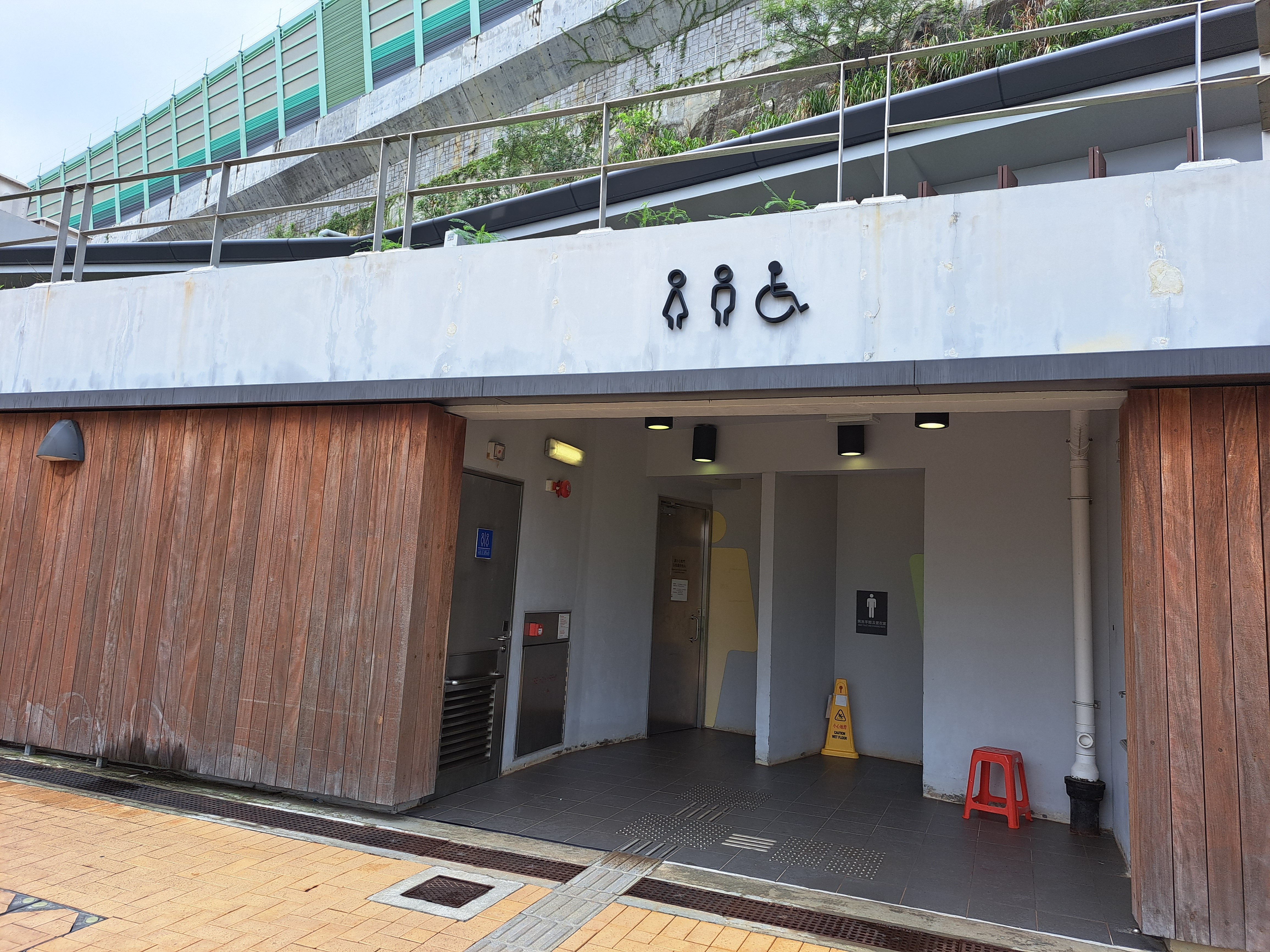
安秀道公園男洗手間、女洗手間及兩個無障礙洗手間，2024年8月
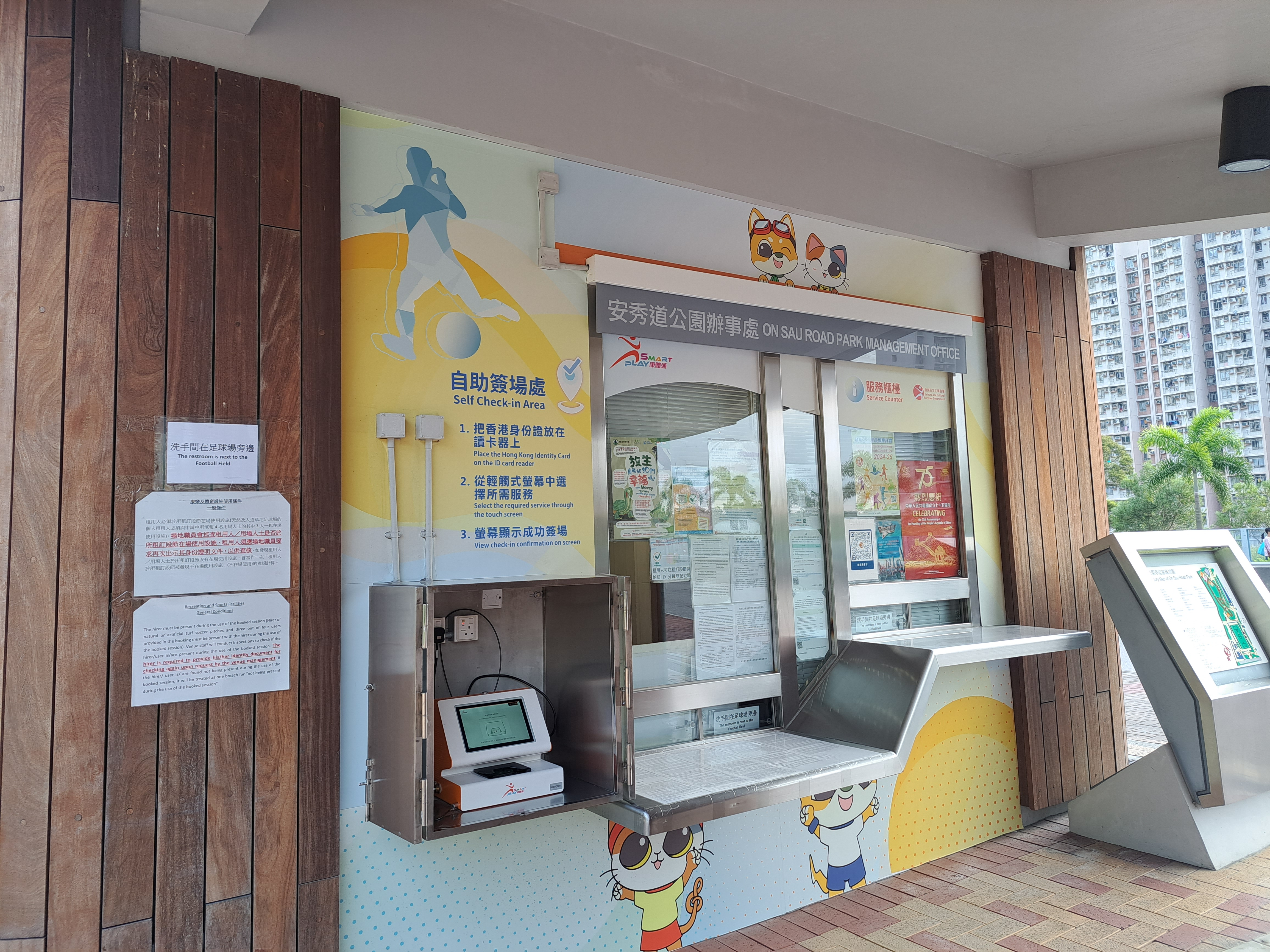
安秀道公園辦事處（2024年10月）
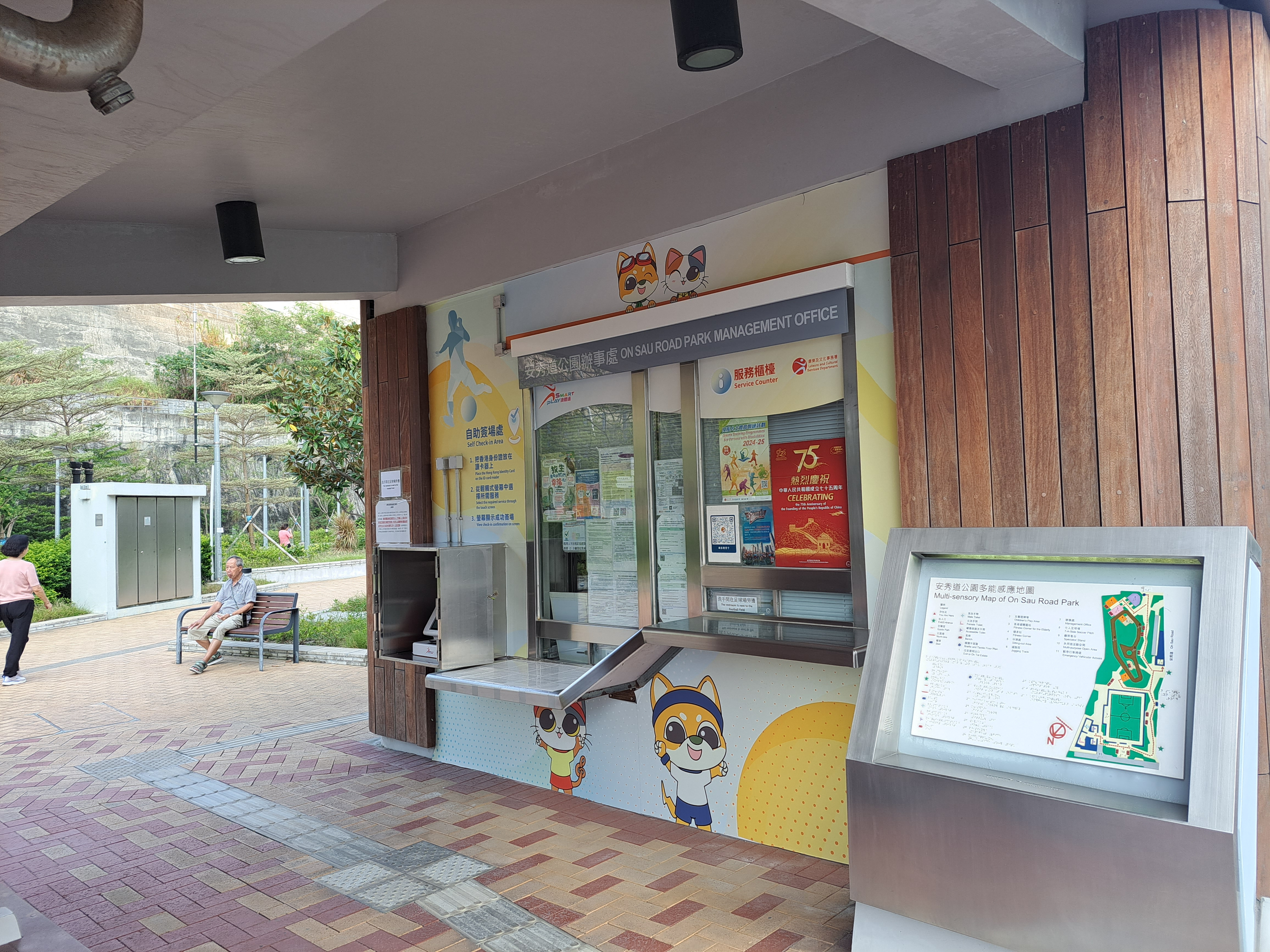
安秀道公園辦事處（2024年10月）
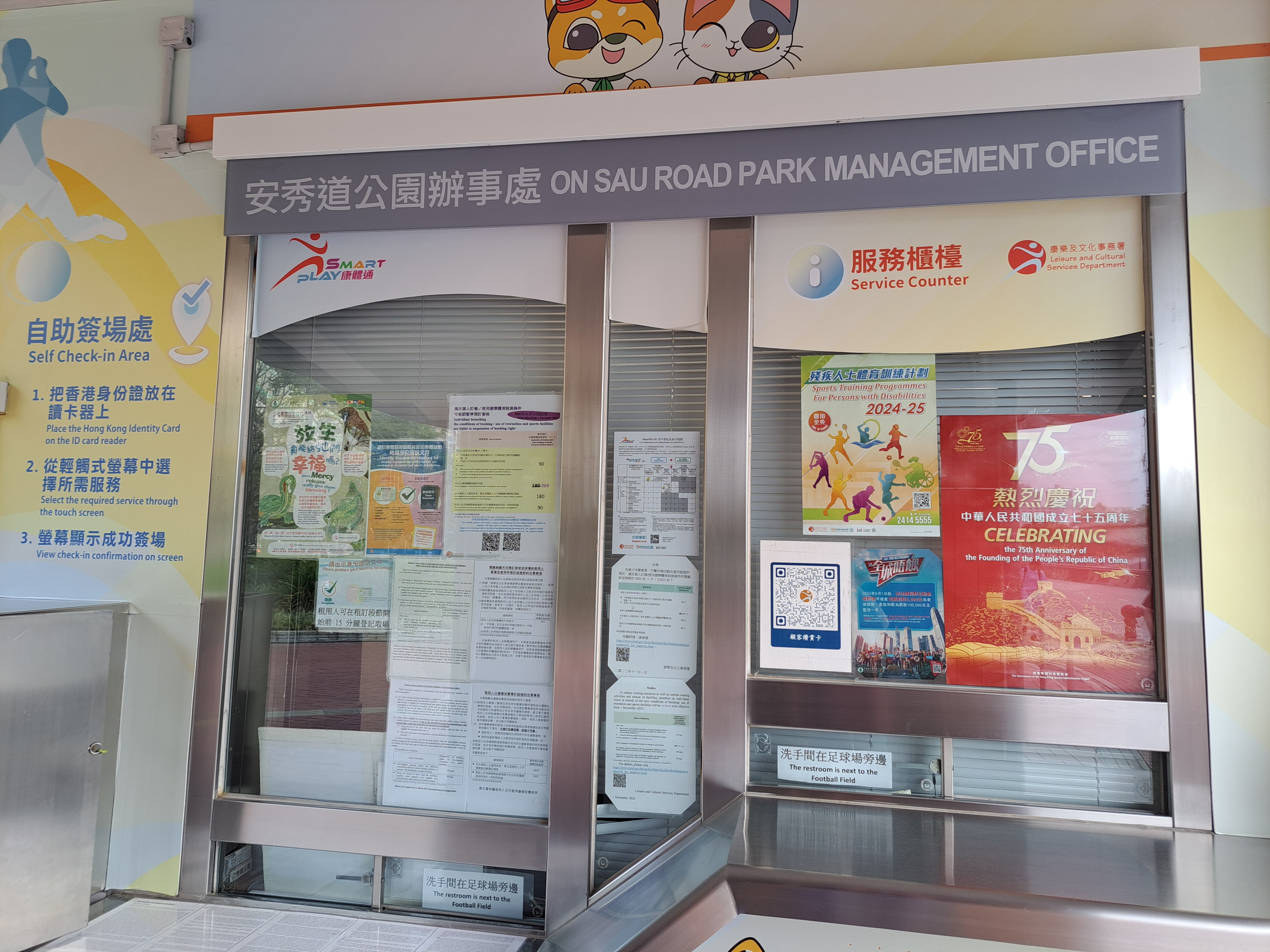
安秀道公園辦事處（2024年10月）
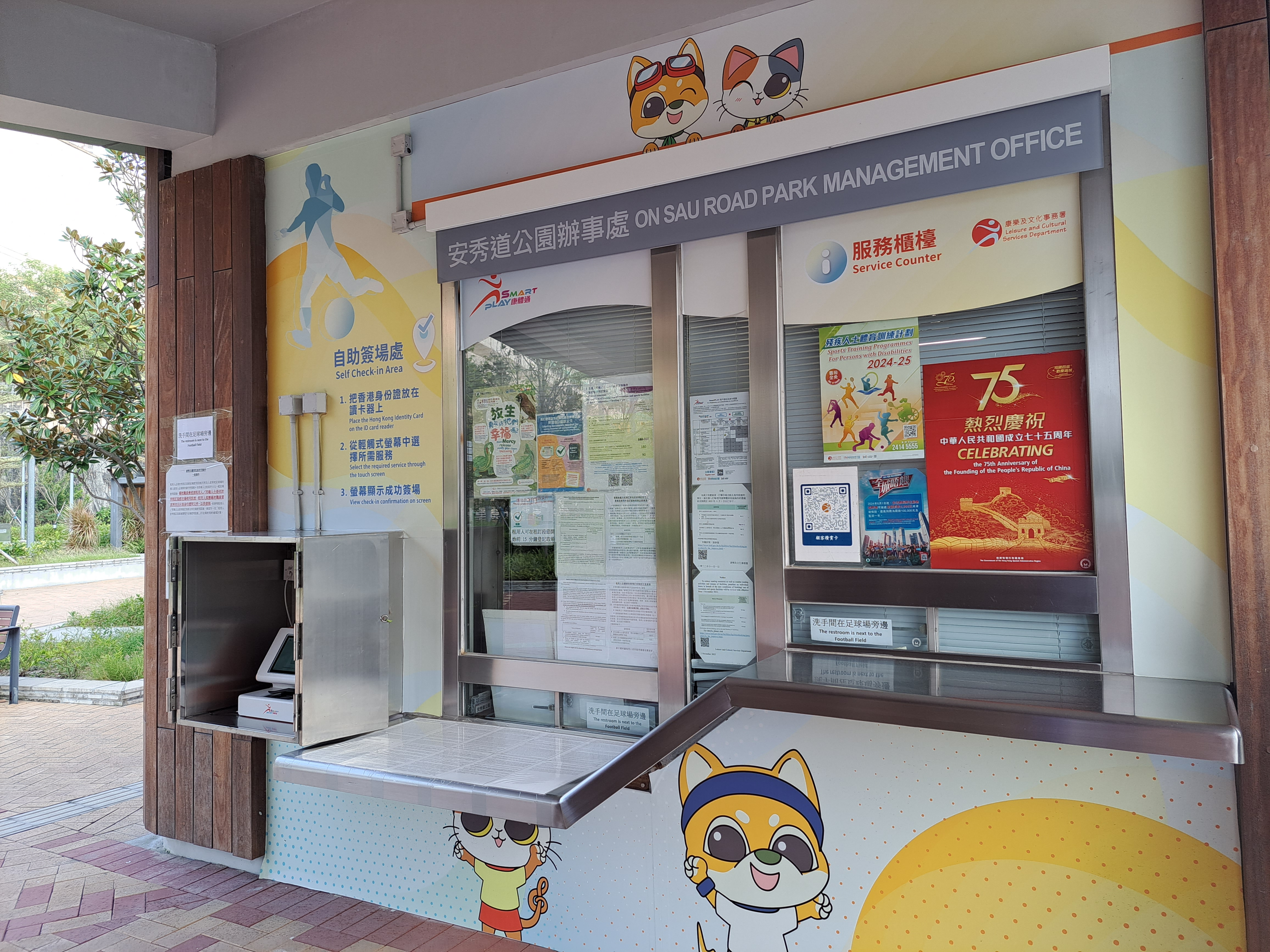
安秀道公園辦事處（2024年10月）

## 交通
安秀道公園連接安達邨愛達樓巴士站

## 毗鄰
- 安達邨
- 迦密梁省德學校（新校舍）
- 通往石礦場發展區的升降機塔